# Gerd Löffler (Politiker, 1927)

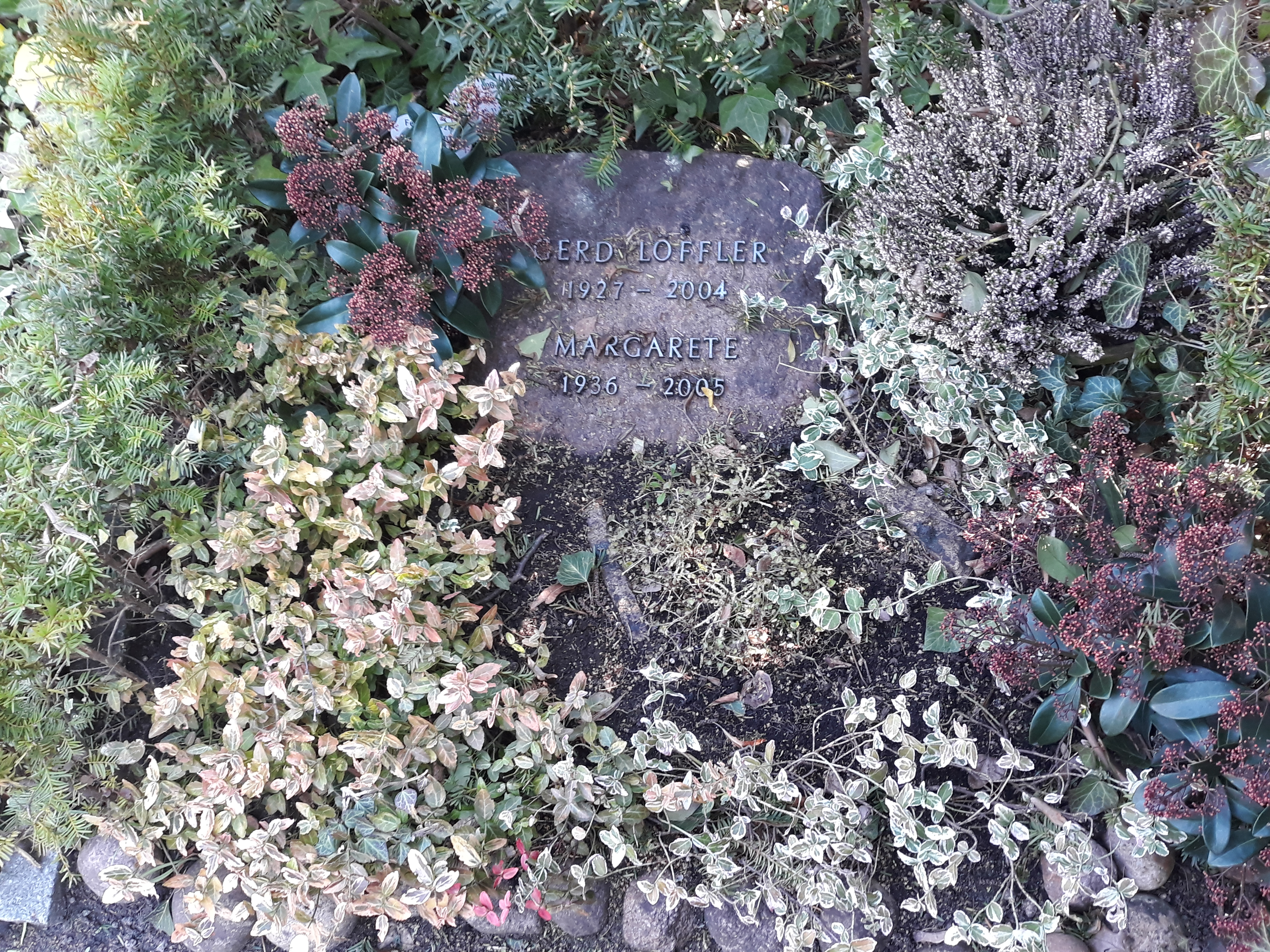
Das Grab von Gerd Löffler und seiner Ehefrau Margarete auf dem Friedhof Dahlem in Berlin.

Gerd Löffler (* 10. August 1927 in Xaverhof bei Łódź; † 9. Januar 2004 in Berlin) war ein deutscher Politiker.

## Leben
Löffler begann 1945 sein Studium an der Pädagogischen Fachschule Gera, wo er 1948 die erste, ein Jahr später die zweite Staatsprüfung für Lehramt ablegte. Anschließend war er bis zum Mai 1950 im Schuldienst Thüringens tätig. Aus diesem wurde er dann fristlos entlassen, da er die Einheitsliste der SED ablehnte. Daher verließ er die DDR noch im selben Jahr und ging nach West-Berlin. Dort wurde er 1951 in den Schuldienst übernommen und begann ein Studium der politischen Wissenschaften und der neueren Geschichte an der Freien Universität Berlin, welches er 1959 als Diplom-Politologe abschloss. Im September 1964 wurde er Leiter der Volkshochschule Schöneberg, bis er 1970 zum Senator gewählt wurde. Sein Nachfolger in der Volkshochschule wurde dann Alexander Longolius.

### Politische Laufbahn
Nach seinem Eintritt in die SPD 1958 wurde er 1961 Mitglied des SPD-Kreisvorstandes Charlottenburg. 1968 wurde er dann Mitglied des Landesvorstandes und Landesparteitagsdelegierter der Partei, 1977 übernahm er für zwei Jahre den Landesvorsitz seiner Partei. Den Vorsitz für den Kreis Wedding übernahm er 1986. Seine Wahl zum stellvertretenden Vorsitzenden der SPD-Fraktion erfolgte 1989. Diese Position behielt er zwar nur für ein Jahr, er blieb aber bis 1991 weiterhin Kreisvorsitzender in Wedding.
Er war 1963 bis 1990 Mitglied des Abgeordnetenhauses von Berlin, 1970 bis 1975 Senator für Schulwesen und 1975 bis 1977 Senator für Wissenschaft und Kunst.
Sein Grab befindet sich auf dem Berliner Friedhof Dahlem.